# Slottet (film fra 1964)
 For alternative betydninger, se Slottet. (Se også artikler, som begynder med Slottet)
Slottet er en dansk film fra 1964.
Filmen handler om Bente Falkenbergs kamp for slottet Falkenborg. Efter at være kommet hjem fra et studieophold i England opdager Bente efter hendes fars død, at han har forgældet slottet dybt og hun må tage dratiske midler i brug for at redde slottet. Undervejs får hun hjælp af sin søster og sagfører.
- Manuskript efter roman af Ib Henrik Cavling.
- Instruktion Anker Sørensen.

Blandt de medvirkende kan nævnes:
- Malene Schwartz
- Lone Hertz
- Olaf Ussing
- Poul Reichhardt
- Henning Palner
- Mimi Heinrich
- Karl Stegger
- Hannah Bjarnhof
- Bodil Steen
- Inge Ketti
- Bent Vejlby
- Preben Neergaard
- Preben Mahrt
- Ole Monty
- Bjørn Puggaard-Müller
- Eigil Reimers
- Knud Hallest